# Cricotopus ornaticrus
Cricotopus ornaticrus är en tvåvingeart som först beskrevs av Jean-Jacques Kieffer 1925.  Cricotopus ornaticrus ingår i släktet Cricotopus och familjen fjädermyggor. Inga underarter finns listade i Catalogue of Life.